# 近藤典生
近藤 典生(こんどう のりお、1915年4月28日 - 1997年1月21日）は、日本の環境共生学者・研究者・指導者。探検家。専門は植物遺伝育種学などで、種無しスイカの生みの親でもある。三重県松阪市生まれ。

## 経歴
1915年、小津茂右衛門の次男として生まれる。は旧制津中学（現・三重県立津高等学校）を経て1939年、東京農業大学農学部農学科卒業。京都帝国大学農学部遺伝子研究室副手。1941年、財団法人木原生物学研究所所員。1944年同研究所主任。1948年、同研究所主任・京都大学副手を辞任、東京農業大学助教授就任。1950年、東京農業大学育種学研究所創設。1954年に農学博士。1957年、東京農業大学教授就任。 1959年には東京農業大学大学院指導教授。1974年、財団法人進化生物学研究所設立。1986年、東京農業大学定年退職、同大学名誉教授。
受賞歴として、1966年 マダガスカル共和国より国家勲章「シュバリエ」マダガスカル共和国より国家勲章「オフィシエ」。1975年 メキシコ連邦国家動章「アギラアステカ(エンコンミエンダ)」。1975年、ボリビア国ラパス市より名誉市民。1976年紫綬褒章。1985年勲三等旭日中綬章。
1986年、外務大臣表彰(諸外国との学術交流大好親善に寄与した功績により)。1988年、ボリビア国コチャバンバ市よりコチャバンバ名誉市民章。ボリビア国サンタクルス市よりサンタクルス名誉市民章。1989年ブラジル国より「グラン・クルツ」勲章(学術交流の功績により)。ブラジル国サンパウロ州より「名誉州民の鍵」。1991年 マダガスカル民主共和国より国家勲章「グラン・オフィシエ」。ボリビア共和国より国家勲章「コンドルデロ スアンデス」など。
1997年1月21日、肺癌のため死去。

## 著書
- https://www.shinzansha.co.jp/author/a83774.html
- 近藤典生、もうひとつの世界：エコロジカル・パークの思想とその方法 プロセスアーキテクチュア 1992[7]
- 創意と模索　自然思考造景　プロセスアーキテクチュア　1992年刊

## 指導・監修
- 熱川バナナワニ園[8][9]
- 伊豆シャボテン動物公園[10]
- 長崎鼻パーキングガーデン
- 鹿児島市平川動物公園
- 長崎バイオパーク[11]
- 名護市ネオパークオキナワ[12]
- 東京農大進化研究所ボランティアサザンクロスジャパン協会[13]
- 兵庫県立人と自然の博物館[14]